# 카마이타치의 밤
카마이타치의 밤(일본어: かまいたちの夜)은 1994년 11월 25일 슈퍼 패미컴용으로 츈 소프트에서 발매한 사운드 노벨 게임이다. 스키 여행을 떠난 주인공과 친구가 펜션에서 일어나는 끔찍한 살인 사건에 말려 들어가며 초반은 미스테리물로 전개해 주인공이 사건을 해결하지 못하고 있다가 차례대로 살인이 일어나면서 공포스러운 결말로 진행이 된다.
첫 사운드 노벨 게임 제절초에서는 사운드 노벨의 가능성을 크게 보이고 있었지만 일반적인 게이머로부터 폭넓은 지지를 받지는 못했다. 본 카마이타치의 밤은 미스테리적인 요소를 더하고 게임을 통해서만, 가능한 시나리오 분기로 사운드 노벨을 하나의 형태로써 승화시키고 상업적으로도 큰 성공을 거두어 학교에서 만난 무서운 이야기나 야광충 등의 많은 사운드 노벨류의 게임을 낳기도 하였다.
현재, 사운드 노벨 게임은 여러 장르로 세분화하며 나타나지만, 그 뿌리를 더듬어 보면 카마이타치의 밤에 연결되게 된다.